# Sauret-Besserve
 Sauret-Besserve  es una población y comuna francesa, situada en la región de Auvernia, departamento de Puy-de-Dôme, en el distrito de Riom y cantón de Saint-Gervais-d'Auvergne.

## Demografía
| 235 | 231 | 185 | 170 | 199 | 192 |
| Para los censos de 1962 a 1999 la población legal corresponde a la población sin duplicidades (Fuente: INSEE [Consultar]) |     |     |     |     |     |